# 坦达
坦达（Tanda），是印度北方邦Rampur县的一个城镇。总人口40009（2001年）。

## 人口
该地2001年总人口40009人，其中男性21404人，女性18605人；0—6岁人口8369人，其中男4329人，女4040人；识字率35.96%，其中男性为43.58%，女性为27.19%。